# Brigittea latens
Dictyne cachée
Espèce
Synonymes
- Aranea latens Fabricius, 1775
- Dictyna mandibulosa Canestrini & Pavesi, 1868
- Dictyna globiceps Simon, 1870
- Dictyna puta O. Pickard-Cambridge, 1872
- Dictyna lugubris O. Pickard-Cambridge, 1873
- Dictyna scabra Simon, 1874
- Dictyna latens mutabilis Spassky & Shnitnikov, 1937
- Dictyna varians Spassky, 1952

Brigittea latens, la Dictyne cachée, est une espèce d'araignées aranéomorphes de la famille des Dictynidae.

## Distribution
Cette espèce se rencontre en Europe, en Turquie, en Asie centrale et en Chine.

## Description

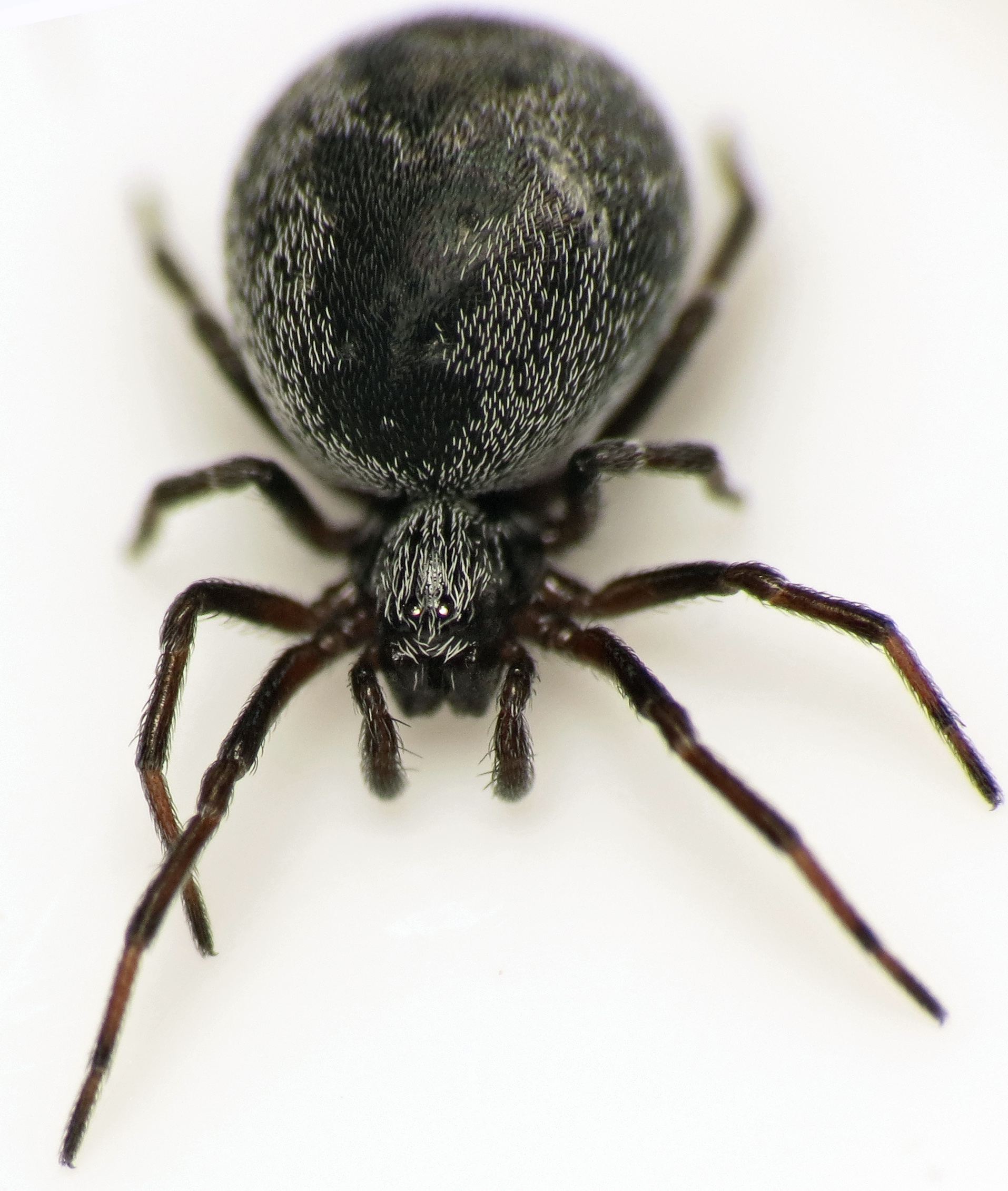
Brigittea latens.

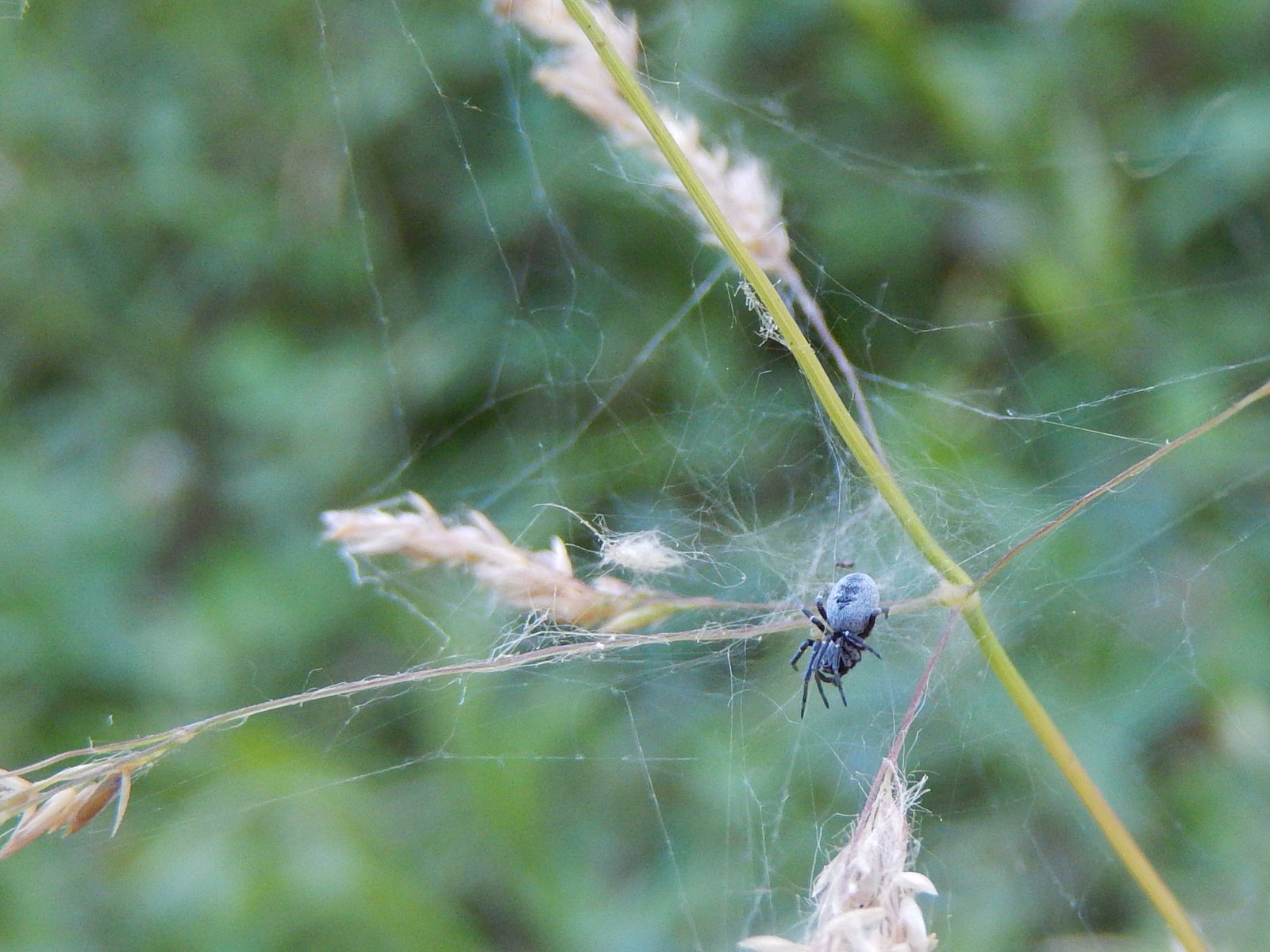
Brigittea latens sur sa toile.

Les mâles mesurent de 1,7 à 2,5 mm et les femelles de 2,5 à 3,5 mm.

## Systématique et taxinomie
Cette espèce a été décrite sous le protonyme Aranea latens par Fabricius en 1775. Elle est placée dans le genre Dictyna par C. L. Koch en 1836 puis dans le genre Brigittea par Lehtinen en 1967.
Dictyna globiceps, Dictyna puta et Dictyna lugubris ont été placées en synonymie par Simon en 1914.
Dictyna mandibulosa et Dictyna puta ont été placées en synonymie par Lehtinen en 1967.
Dictyna latens mutabilis a été placée en synonymie par Marusik, Esyunin et Tuneva en 2015.
Dictyna varians a été placée en synonymie par Esyunin, Ponomarev et Kabdrakhimov en 2024.

## Publication originale
- Fabricius, 1775 : « Araneae. » Systema entomologiae, sistens insectorum classes, ordines, genera, species, adiectis, synonymis, locis descriptionibus observationibus, Libraria Kortii, Flensbvrgi et Lipsiae, p. 431-441 (la).